# Rosenborg Ballklub 1998
Questa pagina raccoglie i dati riguardanti il Rosenborg Ballklub nelle competizioni ufficiali della stagione 1998.

## Stagione
Nel campionato 1998, il Rosenborg vinse il tredicesimo titolo nazionale della sua storia, nonché il settimo consecutivo. Si aggiudicò la vittoria con 9 punti di vantaggio sulla prima formazione inseguitrice, il Molde. Mini Jakobsen e Sigurd Rushfeldt furono i calciatori più utilizzati in campionato, con 26 presenze su 26 incontri. Rushfeldt fu anche il miglior marcatore con 27 reti. La formazione sfiorò il double, poiché fu sconfitta in finale di Coppa di Norvegia 1998 dallo Stabæk. Nella Champions League 1998-1999, invece, il Rosenborg non superò la fase a gironi, che vedeva come avversari Juventus, Galatasaray e Athletic Bilbao.

## Maglie e sponsor
Lo sponsor tecnico per la stagione 1998 fu Adidas. La divisa casalinga prevedeva una maglietta bianca con inserti neri, pantaloncini neri e calzettoni bianchi. Quella da trasferta era invece completamente nera, con inserti bianchi.
| Casa | Trasferta |

## Rosa
| N. |                     | Ruolo | Calciatore          |
| -- | ------------------- | ----- | ------------------- |
| 1  | Norvegia (bandiera) | P     | Jørn Jamtfall       |
| 2  | Norvegia (bandiera) | D     | André Bergdølmo     |
| 3  | Norvegia (bandiera) | D     | Erik Hoftun         |
| 4  | Norvegia (bandiera) | D     | Bjørn Otto Bragstad |
| 5  | Norvegia (bandiera) | D     | Christer Basma      |
| 5  | Norvegia (bandiera) | D     | Erland Johnsen      |
| 6  | Norvegia (bandiera) | C     | Roar Strand         |
| 7  | Norvegia (bandiera) | C     | Runar Berg          |
| 8  | Norvegia (bandiera) | A     | Jan-Derek Sørensen  |
| 9  | Norvegia (bandiera) | A     | Sigurd Rushfeldt    |
| 10 | Norvegia (bandiera) | C     | Bent Skammelsrud    |
| 11 | Norvegia (bandiera) | A     | Mini Jakobsen       |

| N. |                     | Ruolo | Calciatore         |
| -- | ------------------- | ----- | ------------------ |
| 12 | Islanda (bandiera)  | P     | Árni Gautur Arason |
| 13 | Norvegia (bandiera) | D     | Christian Steen    |
| 14 | Norvegia (bandiera) | D     | Vegard Heggem      |
| 15 | Germania (bandiera) | C     | Andreas Mayer      |
| 16 | Norvegia (bandiera) | C     | Bent Inge Johnsen  |
| 17 | Norvegia (bandiera) | A     | Børge Hernes       |
| 18 | Norvegia (bandiera) | C     | Steinar Lein       |
| 19 | Norvegia (bandiera) | C     | Fredrik Winsnes    |
| 20 | Ghana (bandiera)    | A     | Robert Boateng     |
| 21 | Norvegia (bandiera) | A     | Tore André Dahlum  |
| 22 | Norvegia (bandiera) | D     | Kristian Sørli     |
| 23 | Norvegia (bandiera) | D     | Morten Pedersen    |

## Calciomercato

### Sessione invernale
| Acquisti | Acquisti           | Acquisti            | Acquisti   |
| R.       | Nome               | da                  | Modalità   |
| -------- | ------------------ | ------------------- | ---------- |
| P        | Árni Gautur Arason | Stjarnan            | definitivo |
| D        | Morten Pedersen    | Borussia M'gladbach | definitivo |
| A        | Jan-Derek Sørensen | Bodø/Glimt          | definitivo |

| Cessioni | Cessioni          | Cessioni         | Cessioni   |
| R.       | Nome              | a                | Modalità   |
| -------- | ----------------- | ---------------- | ---------- |
| P        | Steinar Sørlie    | Byåsen           | definitivo |
| C        | Kåre Ingebrigtsen |                  | ritiro     |
| C        | Bent Skammelsrud  | Bayer Leverkusen | prestito   |

### Sessione estiva
| Acquisti | Acquisti          | Acquisti         | Acquisti      |
| R.       | Nome              | da               | Modalità      |
| -------- | ----------------- | ---------------- | ------------- |
| D        | Christer Basma    | Stabæk           | definitivo    |
| C        | Bent Inge Johnsen | Bodø/Glimt       | definitivo    |
| C        | Bent Skammelsrud  | Bayer Leverkusen | fine prestito |

| Cessioni | Cessioni        | Cessioni     | Cessioni   |
| R.       | Nome            | a            | Modalità   |
| -------- | --------------- | ------------ | ---------- |
| D        | Vegard Heggem   | Liverpool    | definitivo |
| D        | Erland Johnsen  | Strømsgodset | definitivo |
| D        | Christian Steen | Bodø/Glimt   | definitivo |
| C        | Andreas Mayer   | Aberdeen     | definitivo |

## Risultati

### Tippeligaen

#### Girone di andata
| Arbitro: | Hauge (Bergen) |

|  |           |                         |
|  | Marcatori | 73’ Strand 82’ Jakobsen |

| Arbitro: | Øvrebø (Oslo) |

|                               |           |         |
| Rushfeldt 38’ Strand 45’, 75’ | Marcatori | 9’ Aase |

| Arbitro: | Hauge (Bergen) |

|  |           |                                   |
|  | Marcatori | 5’ Jakobsen 27’ Hoftun 85’ Dahlum |

| Arbitro: | Øvrebø (Oslo) |

|                                                              |           |            |
| Sørensen 6’ Jakobsen 9’, 22’ Rushfeldt 28’, 32’ Bragstad 68’ | Marcatori | 75’ Diallo |

| Bergen 4 maggio 1998, ore 19:00 5ª giornata | Brann                | 0 – 0 referto | Rosenborg | Brann Stadion (9.622 spett.)\| Arbitro: \| Olsen (Kristiansand) \| |
| Arbitro:                                    | Olsen (Kristiansand) |               |           |                                                                    |

| Arbitro: | Hauge (Bergen) |

|                            |           |                         |
| Rushfeldt 15’ Jakobsen 24’ | Marcatori | 7’ Andresen 63’ Finstad |

| Arbitro: | Olsen (Kristiansand) |

|                          |           |                                                              |
| Sæternes 29’ Bjørkan 65’ | Marcatori | 21’, 60’ Rushfeldt 33’ Hoftun 55’ Bragstad 57’, 89’ Jakobsen |

| Arbitro: | Skjervold (Stjørdal) |

|                                                      |           |  |
| Rushfeldt 16’, 74’, 76’, 80’ Strand 40’ Jakobsen 65’ | Marcatori |  |

| Arbitro: | Fiskum |

|                         |           |                                                                            |
| Gullerud 5’ Bergman 77’ | Marcatori | 19’, 33’ Strand 41’, 72’, 83’, 86’ Rushfeldt 65’ Skammelsrud 70’ Bergdølmo |

| Arbitro: | Øvrebø (Oslo) |

|              |           |               |
| Jakobsen 35’ | Marcatori | 60’, 74’ Lund |

| Arbitro: | Olsen (Kristiansand) |

|  |           |                            |
|  | Marcatori | 12’ Rushfeldt 36’ Sørensen |

| Arbitro: | Hauge (Bergen) |

|                            |           |             |
| Apneseth 49’ Hillestad 88’ | Marcatori | 69’ Johnsen |

| Arbitro: | Staberg (Harstad) |

|                                           |           |                                                  |
| Guðmundsson 17’ Christensen 19’ Lange 77’ | Marcatori | 27’ Rushfeldt 35’ Bragstad 54’ Sørensen 66’ Berg |

#### Girone di ritorno
| Arbitro: | Skjerven (Kaupanger) |

|                                                                                 |           |              |
| Thorvaldson 39’ (aut.) Jakobsen 41’, 63’ Rushfeldt 57’, 90’ Strand 59’ Berg 71’ | Marcatori | 43’ Ødegaard |

| Arbitro: | Øvrebø (Oslo) |

|                  |           |                           |
| Flindt-Bjerg 37’ | Marcatori | 8’ Rushfeldt 11’ Jakobsen |

| Arbitro: | Pedersen (Jeløy) |

|              |           |  |
| Jakobsen 79’ | Marcatori |  |

| Arbitro: | Øvrebø (Oslo) |

|  |           |                            |
|  | Marcatori | 64’ Hernes 87’, 89’ Dahlum |

| Arbitro: | Skjerven (Kaupanger) |

|                                          |           |                             |
| Rushfeldt 24’, 34’ Berg 72’ Jakobsen 74’ | Marcatori | 40’ Løvvik 90’ Gunnlaugsson |

| Arbitro: | Olsen (Kristiansand) |

|                  |           |  |
| Belsvik 24’, 85’ | Marcatori |  |

| Arbitro: | Pedersen (Jeløy) |

|                                         |           |  |
| Strand 6’ Rushfeldt 32’ Skammelsrud 64’ | Marcatori |  |

| Arbitro: | Kamben (Stathelle) |

|            |           |                              |
| Enerly 32’ | Marcatori | 3’, 39’ Strand 36’ Rushfeldt |

| Arbitro: | Kamben (Stathelle) |

|                                              |           |  |
| Rushfeldt 17’ Strand 49’ Berg 87’ Dahlum 90’ | Marcatori |  |

| Arbitro: | Pedersen (Jeløy) |

|  |           |                       |
|  | Marcatori | 67’ Strand 87’ Dahlum |

| Arbitro: | Skjerven (Kaupanger) |

|               |           |  |
| Rushfeldt 88’ | Marcatori |  |

| Arbitro: | Hansen |

|                                      |           |  |
| Sørensen 33’, 57’ Rushfeldt 42’, 88’ | Marcatori |  |

| Arbitro: | Hauge (Bergen) |

|              |           |          |
| Bragstad 23’ | Marcatori | 9’ Lange |

### Coppa di Norvegia
| 3 giugno 1998                                                                  | Sarpsborg | 0 – 5 referto                                | Rosenborg | (3.106 spett.) |
| \| \| \| \| \| \| Marcatori \| 23’ Sørensen 46’, 76’ Hernes 73’, 78’ Dahlum \| |           |                                              |           |                |
|                                                                                |           |                                              |           |                |
|                                                                                | Marcatori | 23’ Sørensen 46’, 76’ Hernes 73’, 78’ Dahlum |           |                |

| 16 luglio 1998                                                                              | Strømsgodset | 1 – 4 referto                                   | Rosenborg | (5.691 spett.) |
| \| \| \| \| \| Hagen 27’ \| Marcatori \| 22’, 90’ Sørensen 72’ Berg 83’ (rig.) Bergdølmo \| |              |                                                 |           |                |
|                                                                                             |              |                                                 |           |                |
| Hagen 27’                                                                                   | Marcatori    | 22’, 90’ Sørensen 72’ Berg 83’ (rig.) Bergdølmo |           |                |

| 5 agosto 1998                                                                        | Rosenborg | 5 – 0 referto | Bryne | (8.646 spett.) |
| \| \| \| \| \| Strand 7’ Jakobsen 21’ Dahlum 75’, 76’ Johnsen 86’ \| Marcatori \| \| |           |               |       |                |
|                                                                                      |           |               |       |                |
| Strand 7’ Jakobsen 21’ Dahlum 75’, 76’ Johnsen 86’                                   | Marcatori |               |       |                |

| Bergen 23 settembre 1998                                                                                   | Brann     | 2 – 3 referto                      | Rosenborg | Brann Stadion (14.071 spett.) |
| \| \| \| \| \| Løvvik 44’ (rig.) Jamtfall 74’ (aut.) \| Marcatori \| 38’, 59’ Rushfeldt 85’ Skammelsrud \| |           |                                    |           |                               |
| |           |                                    |           |                               |
| Løvvik 44’ (rig.) Jamtfall 74’ (aut.)                                                                      | Marcatori | 38’, 59’ Rushfeldt 85’ Skammelsrud |           |                               |

| Oslo 1º novembre 1998                                                                  | Stabæk    | 3 – 1 (d.t.s.) referto | Rosenborg | Ullevaal Stadion (23.251 spett.) |
| \| \| \| \| \| Sigurðsson 6’, 106’ Finstad 98’ \| Marcatori \| 65’ (rig.) Rushfeldt \| |           |                        |           |                                  |
|                                                                                        |           |                        |           |                                  |
| Sigurðsson 6’, 106’ Finstad 98’                                                        | Marcatori | 65’ (rig.) Rushfeldt   |           |                                  |

### Champions League
| Arbitro: | Dallas |

|                               |           |  |
| Rushfeldt 62’ Skammelsrud 82’ | Marcatori |  |

| Arbitro: | Meier |

|                                              |           |  |
| Fadiga 22’ Claessens 47’, 83’ Schockaert 78’ | Marcatori |  |

| Arbitro: | Melnychuk |

|               |           |            |
| Etxeberria 7’ | Marcatori | 64’ Strand |

| Arbitro: | Ancion |

|                        |           |             |
| Skammelsrud 69’ (rig.) | Marcatori | 27’ Inzaghi |

| Arbitro: | Levnikov |

|                         |           |  |
| Rushfeldt 69’, 86’, 89’ | Marcatori |  |

| Arbitro: | Krug |

|                          |           |  |
| Şükür 55’, 74’ Erdem 66’ | Marcatori |  |

| Arbitro: | Heynemann |

|                  |           |                 |
| Sørensen 8’, 50’ | Marcatori | 90’ Jorge Pérez |

| Arbitro: | van der Ende |

|                         |           |  |
| Inzaghi 16’ Amoruso 36’ | Marcatori |  |

## Statistiche

### Statistiche di squadra
| Competizione      | Punti | In casa | In casa | In casa | In casa | In casa | In casa | In trasferta | In trasferta | In trasferta | In trasferta | In trasferta | In trasferta | Totale | Totale | Totale | Totale | Totale | Totale | DR  |
| Competizione      | Punti | G       | V       | N       | P       | Gf      | Gs      | G            | V            | N            | P            | Gf           | Gs           | G      | V      | N      | P      | Gf     | Gs     | DR  |
| ----------------- | ----- | ------- | ------- | ------- | ------- | ------- | ------- | ------------ | ------------ | ------------ | ------------ | ------------ | ------------ | ------ | ------ | ------ | ------ | ------ | ------ | --- |
| Tippeligaen       | 63    | 13      | 10      | 2       | 1       | 43      | 10      | 13           | 10           | 1            | 2            | 36           | 13           | 26     | 20     | 3      | 3      | 79     | 23     | +56 |
| Coppa di Norvegia | -     | 1       | 1       | 0       | 0       | 5       | 0       | 4            | 3            | 0            | 1            | 13           | 6            | 5      | 4      | 0      | 1      | 6      | 13     | -7  |
| Champions League  | -     | 4       | 3       | 1       | 0       | 8       | 2       | 4            | 0            | 1            | 3            | 3            | 10           | 8      | 3      | 2      | 3      | 11     | 12     | -1  |
| Totale            | -     | 18      | 14      | 3       | 1       | 56      | 12      | 21           | 13           | 2            | 6            | 52           | 29           | 39     | 27     | 5      | 7      | 96     | 48     | +48 |

### Statistiche dei giocatori
| Giocatore      | Tippeligaen | Tippeligaen | Tippeligaen | Tippeligaen | Coppa di Norvegia | Coppa di Norvegia | Coppa di Norvegia | Coppa di Norvegia | Champions League | Champions League | Champions League | Champions League | Totale   | Totale | Totale      | Totale     |
| Giocatore      | Presenze    | Reti        | Ammonizioni | Espulsioni  | Presenze          | Reti              | Ammonizioni       | Espulsioni        | Presenze         | Reti             | Ammonizioni      | Espulsioni       | Presenze | Reti   | Ammonizioni | Espulsioni |
| -------------- | ----------- | ----------- | ----------- | ----------- | ----------------- | ----------------- | ----------------- | ----------------- | ---------------- | ---------------- | ---------------- | ---------------- | -------- | ------ | ----------- | ---------- |
| Á. Arason      | 3           | 0           | 0           | 0           | ?                 | ?                 | ?                 | ?                 | ?                | ?                | ?                | ?                | 3+       | 0+     | 0+          | 0+         |
| C. Basma       | 11          | 0           | 1           | 0           | ?                 | ?                 | ?                 | ?                 | ?                | ?                | ?                | ?                | 11+      | 0+     | 1+          | 0+         |
| R. Berg        | 26          | 5           | 2           | 0           | ?                 | ?                 | ?                 | ?                 | ?                | ?                | ?                | ?                | 26+      | 5+     | 2+          | 0+         |
| A. Bergdølmo   | 24          | 1           | 0           | 0           | ?                 | ?                 | ?                 | ?                 | ?                | ?                | ?                | ?                | 24+      | 1+     | 0+          | 0+         |
| R. Boateng     | 1           | 0           | 0           | 0           | ?                 | ?                 | ?                 | ?                 | ?                | ?                | ?                | ?                | 1+       | 0+     | 0+          | 0+         |
| B. Bragstad    | 25          | 4           | 4           | 0           | ?                 | ?                 | ?                 | ?                 | ?                | ?                | ?                | ?                | 25+      | 4+     | 4+          | 0+         |
| T. Dahlum      | 19          | 5           | 0           | 0           | ?                 | ?                 | ?                 | ?                 | ?                | ?                | ?                | ?                | 19+      | 5+     | 0+          | 0+         |
| V. Heggem      | 5           | 0           | 1           | 0           | ?                 | ?                 | ?                 | ?                 | ?                | ?                | ?                | ?                | 5+       | 0+     | 1+          | 0+         |
| E. Hoftun      | 23          | 2           | 0           | 0           | ?                 | ?                 | ?                 | ?                 | ?                | ?                | ?                | ?                | 23+      | 2+     | 0+          | 0+         |
| M. Jakobsen    | 26          | 14          | 2           | 0           | ?                 | ?                 | ?                 | ?                 | ?                | ?                | ?                | ?                | 26+      | 14+    | 2+          | 0+         |
| J. Jamtfall    | 23          | 0           | 1           | 0           | ?                 | ?                 | ?                 | ?                 | ?                | ?                | ?                | ?                | 23+      | 0+     | 1+          | 0+         |
| B. Johnsen     | 12          | 1           | 0           | 0           | ?                 | ?                 | ?                 | ?                 | ?                | ?                | ?                | ?                | 12+      | 1+     | 0+          | 0+         |
| E. Johnsen     | 6           | 0           | 0           | 0           | ?                 | ?                 | ?                 | ?                 | ?                | ?                | ?                | ?                | 6+       | 0+     | 0+          | 0+         |
| S. Lein        | 6           | 0           | 0           | 0           | ?                 | ?                 | ?                 | ?                 | ?                | ?                | ?                | ?                | 6+       | 0+     | 0+          | 0+         |
| A. Mayer       | 6           | 0           | 0           | 0           | ?                 | ?                 | ?                 | ?                 | ?                | ?                | ?                | ?                | 6+       | 0+     | 0+          | 0+         |
| M. Pedersen    | 12          | 0           | 1           | 0           | ?                 | ?                 | ?                 | ?                 | ?                | ?                | ?                | ?                | 12+      | 0+     | 1+          | 0+         |
| S. Rushfeldt   | 26          | 27          | 1           | 0           | ?                 | ?                 | ?                 | ?                 | ?                | ?                | ?                | ?                | 26+      | 27+    | 1+          | 0+         |
| B. Skammelsrud | 20          | 1           | 2           | 0           | ?                 | ?                 | ?                 | ?                 | ?                | ?                | ?                | ?                | 20+      | 1+     | 2+          | 0+         |
| J. Sørensen    | 25          | 5           | 0           | 0           | ?                 | ?                 | ?                 | ?                 | ?                | ?                | ?                | ?                | 25+      | 5+     | 0+          | 0+         |
| K. Sørli       | 2           | 0           | 0           | 0           | ?                 | ?                 | ?                 | ?                 | ?                | ?                | ?                | ?                | 2+       | 0+     | 0+          | 0+         |
| C. Steen       | 0           | 0           | 0           | 0           | ?                 | ?                 | ?                 | ?                 | ?                | ?                | ?                | ?                | 0+       | 0+     | 0+          | 0+         |
| R. Strand      | 23          | 12          | 1           | 0           | ?                 | ?                 | ?                 | ?                 | ?                | ?                | ?                | ?                | 23+      | 12+    | 1+          | 0+         |
| F. Winsnes     | 14          | 0           | 0           | 0           | ?                 | ?                 | ?                 | ?                 | ?                | ?                | ?                | ?                | 14+      | 0+     | 0+          | 0+         |